# Kreis Seehausen
| Basisdaten                              | Basisdaten              |
| --------------------------------------- | ----------------------- |
| Bestandszeitraum                        | 1952–1965               |
| Bezirk der DDR                          | Magdeburg               |
| Kreisstadt                              | Seehausen               |
| Fläche                                  | 518 km² (1964)          |
| Einwohner                               | 22.149 (1964)           |
| Bevölkerungsdichte                      | 43 Einwohner/km² (1964) |
| Bezirk Kreis Seehausen                  |                         |
| Der Kreis Seehausen im Bezirk Magdeburg |                         |

Der Kreis Seehausen war von 1952 bis 1965 ein Landkreis im Bezirk Magdeburg der DDR.
Im Zuge der Verwaltungsreform in der DDR, die am 25. Juli 1952 in Kraft trat, wurde der Kreis Seehausen durch Teilung des bis dahin zu Sachsen-Anhalt gehörigen Landkreises Osterburg gebildet. Kreisstadt war Seehausen in der Altmark. Am 2. Juli 1965 wurde der Kreis aufgelöst und in den Kreis Osterburg eingegliedert.

## Gliederung
Die Gemeinden des Kreises:
| - Arendsee - Aulosen - Behrend - Beuster - Bömenzien - Deutsch | - Drüsedau - Falkenberg - Geestgottberg - Genzien - Gollensdorf - Groß Garz | - Harpe - Höwisch - Kläden - Krüden - Leppin - Lichterfelde | - Lindenberg - Losenrade - Losse - Neukirchen - Neulingen - Pollitz | - Räbel - Schönberg - Schrampe - Seehausen - Thielbeer - Wahrenberg | - Wanzer - Wendemark - Werben - Ziemendorf - Zießau |

## Autokennzeichen
Kfz-Kennzeichen ab 1953: H, M